# Mohamed el-Erian
Mohamed El-Erian (1958. augusztus 19. –) egyiptomi származású pénzügyi szakember.

## Élete
Szülei egyiptomiak voltak, édesapja az ENSZ-ben képviselőként dolgozott, ezt követően pedig az afrikai ország svájci és francia nagykövete lett. Fiatalkorát nagyrészt Egyiptomban és Európában töltötte. Folyékonyan beszél arabul, angolul és franciául. Dolgozott az IMF-nél Washingtonban, ahol 15 évet töltött, majd a londoni Salomon Smith Barney/Citigroup ügyvezető igazgatója lett.
A megközelítőleg 1200 milliárd dollárt, és a világ legnagyobb kötvényalapját is kezelő Pacific Investment Management portfólió menedzsment és befektetési stratégiai csoportjához 1999-ben csatlakozott, majd 2005-ben a Harvard Egyetem, illetve alapítvány vagyonát kezelő Harvard Management Company elnök-vezérigazgatója lett. A Bill Gross által alapított Pimco-hoz 2007-ben került és a vezérigazgatói és befektetési igazgatói posztot töltötte be. Mohamed El-Erian és Bill Gross együtt dolgozták ki a piacok jövőjével kapcsolatos új normál elméletüket, amely lassabb növekedést és alacsonyabb hozamokat valószínűsít a következő időszakra.
El-Erian rendszeresen publikál a legismertebb gazdasági lapokban, nyilatkozik rádióknak, televízióknak. Írt egy könyvet is When Markets Collide címmel, ami bestseller lett és számos díjat is besöpört. Emellett több bizottság munkájában is részt vesz, például az Amerikai Egyesült Államok pénzügyminisztériumának egyik tanácsadói bizottságában.